# Jelašnica (okręg pczyński)
Jelašnica (cyr. Јелашница) – wieś w Serbii, w okręgu pczyńskim, w gminie Surdulica. W 2011 roku liczyła 1056 mieszkańców.